# Lando Buzzanca
Gerlando Buzzanca, (Palerm, 24 d'agost de 1935-Roma, 18 de desembre de 2022), més conegut com Lando Buzzanca, va ser un actor i cantant italià conegut per les seves pel·lícules còmico-eròtiques (la crida comedia sexy all'italiana) que li van donar fama mundial en la dècada de 1970.

## Dades biogràfiques
Fill d'un projeccionista de cinema, als setze anys d'edat va deixar l'escola secundària i es va traslladar a Roma per a perseguir el seu somni de convertir-se en actor. Amb la finalitat de sobreviure, va prendre molts treballs, com de cambrer, acomodador de mobles i figurant en una breu aparició com a esclau en la pel·lícula Ben-Hur. Va fer el seu debut oficial en Divorci a la italiana, de Pietro Germi, i aviat es va especialitzar en el paper del típic immigrant del sud d’Itàlia.
Després de dues reeixides paròdies de James Bond (James Tont operazione O.N.O. i James Tont operaziones D.O.E.), a partir de finals dels seixanta va obtenir un gran èxit en una sèrie de comèdies eròtica que van satiritzar importants institucions com la política, la religió, els sindicats i el món financer. La seva primera pel·lícula d'èxit, Il merlo maschio i Quando le donne avevano la coda, van tenir ampli èxit a Hispanoamèrica. Amb el declivi del gènere, va retardar les seves activitats cinematogràfiques per a centrar-se en el teatre i la televisió, on va veure ressorgir la seva popularitat en els anys 2000 gràcies a diverses sèries de televisió. Va filmar dues pel·lícules a l'Argentina: El gran robo, el 1968, i Los crápulas, el 1981.
En 2013, després de la mort de la seva esposa Lucía i una forta depressió, va intentar suïcidar-se tallant-se les venes.

## Mort
El 18 de desembre de 2022, Lando Buzzanca va morir als 87 anys al Policlínico Universitario Agostino Gemelli de Roma, on s'estava recuperant a causa d'una caiguda, soferta uns dies abans. La missa es va dur a terme el 21 de desembre d'aquest mateix any en la Basílica de Santa Maria in Montesanto, a Roma, coneguda com l'Església dels Artistes. Va cridar l'atenció dels mitjans el fet que la seva parella, Francesca Della Valle, no va acudir a la cerimònia.

## Filmografia

### Cinema
- Il segno di Venere, dirigida per Dino Risi (1955) (escena eliminada en fese de muntatge).[12]
- Ben-Hur, dirigida per William Wyler (1959)
- Divorci a la italiana, dirigida per Pietro Germi (1961)
- I giorni contati, dirigida per Elio Petri (1962)
- Escapade in Florence), dirigida per Steve Previn (1962)
- Totò di notte n. 1, dirigida per Mario Amendola (1962)
- La parmigiana, dirigida per Antonio Pietrangeli (1963)
- La smania addosso, dirigida per Marcello Andrei (1963)
- Le monachine, dirigida per Luciano Salce (1963)
- Tutto il bello dell'uomo, dirigida per Aldo Sinesio (1963)
- I mostri, dirigida per Dino Risi (1963)
- Totò sexy, dirigida per Mario Amendola (1963)
- Sedotta e abbandonata, dirigida per Pietro Germi (1964)
- Amore in 4 dimensioni, diversos directors (1964)
- I marziani hanno 12 mani, dirigida per Castellano e Pipolo (1964)
- Cadavere per signora, dirigida per Mario Mattoli (1964)
- Il magnifico cornuto, dirigida per Antonio Pietrangeli (1964)
- La prima notte, episodi de L'idea fissa, dirigida per Mino Guerrini i Gianni Puccini (1964)
- La doccia, episodi d'Extraconiugale, dirigida per Massimo Franciosa (1964)
- Senza sole né luna, dirigida per Luciano Ricci (1964)
- Letti sbagliati, dirigida per Steno (1965)
- James Tont operazione U.N.O., dirigida per Bruno Corbucci, Giovanni Grimaldi (1965)
- Su e giù, dirigida per Mino Guerrini (1965)
- Colpo grosso ma non troppo, dirigida per Gérard Oury (1965)
- Made in Italy, dirigida per Nanni Loy (1965)
- James Tont operazione D.U.E., dirigida per Bruno Corbucci (1966)
- Racconti a due piazze, dirigida per Gianni Puccini (1966)
- Ringo e Gringo contro tutti, dirigida per Bruno Corbucci (1966)
- Per qualche dollaro in meno, dirigida per Mario Mattoli (1966)
- Caccia alla volpe, dirigida per Vittorio De Sica (1966)
- Il marito di Olga, episodio di I nostri mariti, dirigida per Luigi Zampa (1966)
- Spia spione, dirigida per Bruno Corbucci (1966)
- Una rosa per tutti, dirigida per Franco Rossi (1966)
- Vayas con dios, Gringo, dirigida per Edoardo Mulargia (1966)
- Don Giovanni in Sicilia, dirigida per Alberto Lattuada (1967)
- Le dolci signore, dirigida per Luigi Zampa (1967)
- Operazione San Pietro, dirigida per Lucio Fulci (1967)
- Colpo di sole, dirigida per Mino Guerrini (1968)
- Meglio vedova, dirigida per Duccio Tessari (1968)
- 7 uomini e un cervello, dirigida per Rossano Brazzi (1968)
- Il trionfo della casta Susanna, dirigida per Franz Antel (1969)
- Monte Carlo or Bust!, dirigida per Ken Annakin (1969)
- Professione bigamo, dirigida per Franz Antel (1969)
- Puro siccome un Angelo papà mi fece monaco... di Monza, dirigida per Giovanni Grimaldi (1969)
- La donna a una dimensione, dirigida per Bruno Baratti (1969)
- Un caso di coscienza dirigida per Giovanni Grimaldi (1970)
- Nel giorno del Signore, dirigida per Bruno Corbucci (1970)
- Fermate il mondo... voglio scendere!, dirigida per Giancarlo Cobelli (1970)
- Il debito coniugale, dirigida per Franco Prosperi (1970)
- Quando le donne avevano la coda, dirigida per Pasquale Festa Campanile (1970)
- Il prete sposato, dirigida per Marco Vicario (1970)
- La prima notte del dottor Danieli, industriale, col complesso del... giocattolo, dirigida per Giovanni Grimaldi (1970)
- Le belve, dirigida per Giovanni Grimaldi (1971)
- Il vichingo venuto dal sud, dirigida per Steno (1971)
- Homo Eroticus, dirigida per Marco Vicario (1971)
- Il merlo maschio, dirigida per Pasquale Festa Campanile (1971)
- Quando le donne persero la coda, dirigida per Pasquale Festa Campanile (1972)
- Nonostante le apparenze... e purché la nazione non lo sappia... All'onorevole piacciono le donne, dirigida per Lucio Fulci (1972)
- Il sindacalista, dirigida per Luciano Salce (1972)
- Jus primae noctis, dirigida per Pasquale Festa Campanile (1972)
- L'uccello migratore, dirigida per Steno (1972)
- La calandria, dirigida per Pasquale Festa Campanile (1972)
- Il magnate, dirigida per Giovanni Grimaldi (1973)
- Io e lui, dirigida per Luciano Salce (1973)
- La schiava io ce l'ho e tu no, dirigida per Giorgio Capitani (1973)
- L'arbitro, dirigida per Luigi Filippo D'Amico (1974)
- Il domestico, dirigida per Luigi Filippo D'Amico (1974)
- Bello come un arcangelo, dirigida per Alfredo Giannetti (1974)
- Il fidanzamento, dirigida per Giovanni Grimaldi (1975)
- Il cav. Costante Nicosia demoniaco ovvero: Dracula in Brianza, dirigida per Lucio Fulci (1975)
- Il gatto mammone, dirigida per Nando Cicero (1975)
- San Pasquale Baylonne protettore delle donne, dirigida per Luigi Filippo D'Amico (1976)
- Il pupazzo, dirigida per René Cardona Jr. (1977)
- Travolto dagli affetti familiari, dirigida per Mauro Severino (1978)
- Prestami tua moglie, dirigida per Giuliano Carnimeo (1980)
- Los crápulas, dirigida per Jorge Pantano (1981)
- Vado a vivere da solo, dirigida per Marco Risi (1982)
- Secondo Ponzio Pilato, dirigida per Luigi Magni (1987)
- Lo sciupafemmine, dirigida per Michele Massimo Tarantini (1988)
- Tutti gli anni una volta l'anno, dirigida per Gianfrancesco Lazotti (1994)
- Il popolo degli uccelli, dirigida per Rocco Cesareo (1998)
- Il segreto del giaguaro, dirigida per Antonello Fassari (2000)
- Come inguaiammo il cinema italiano - La vera storia di Franco e Ciccio, dirigida per Ciprì e Maresco (2004)
- Cari amici vicini e lontani, episodio di Incidenti, dirigida per Toni Trupia (2005)
- Els virreis, dirigida per Roberto Faenza (2007)
- Achille, dirigida per Giorgia Farina (2010) - curtmetratge
- L'ultimo passo del perdono, dirigida per Alessandro Derviso (2016) - curtmetratge
- Chi salverà le rose?, dirigida per Cesare Furesi (2017)

### Televisió
- Tutto da rifare pover'uomo, dirigida per Eros Macchi (1960), sceneggiato televisivo
- La trincea, dirigida per Vittorio Cottafavi (1961) - miniserie TV
- Il mondo è una prigione, dirigida per Vittorio Cottafavi (1962) - telefilm
- Racconti dell'Italia di oggi - Una lapide in Via Mazzini, dirigida per Vittorio Cottafavi (1962) - telefilm
- La moglie di papà, dirigida per Marcello Sartarelli (1963) - telefilm
- La piccola cioccolataia, dirigida per Gianfranco Bettetini (1965) - telefilm
- Il mondo di Pirandello, (1968) - serie TV, un episodio
- Il cenerentolo, (1969) - telefilm
- Quel negozio di Piazza Navona, (1969) - miniserie TV
- Cinema (1989), telefilm
- Cornetti al miele (1999), telefilm
- Una famiglia per caso (2003), telefilm
- Il cielo può attendere (2005)
- Mio figlio (2005), minisèrie
- Chiara e Francesco (2007), minisèrie
- La baronessa di Carini (2007), minisèrie
- Io e mio figlio - Nuove storie per il commissario Vivaldi (2010), sèrie televisiva
- Lo scandalo della Banca Romana (2010), minisèrie
- Capri 3 (2010), sèrie de televisió
- Terra ribelle (2012), sèrie de televisió
- Il restauratore (2012-2014), sèrie de televisió
- Donne in gioco (2013), sèrie de televisió
- W gli sposi, dirigida per Valerio Zanoli – telefilm (2019)

## Reconeixement
- David di Donatello
  - 2008 – Candidatura al millor actor protagonista per Els virreis

- Globo d'oro
  - 2008 – Millor actor per Els virreis

- Laceno d'oro
  - 1965 – Laceno d'oro a l'actor jove per La parmigiana

- Magna Graecia Film Festival
  - 2014 – Colonna d'oro a la carrera